# Giovanni Pisano

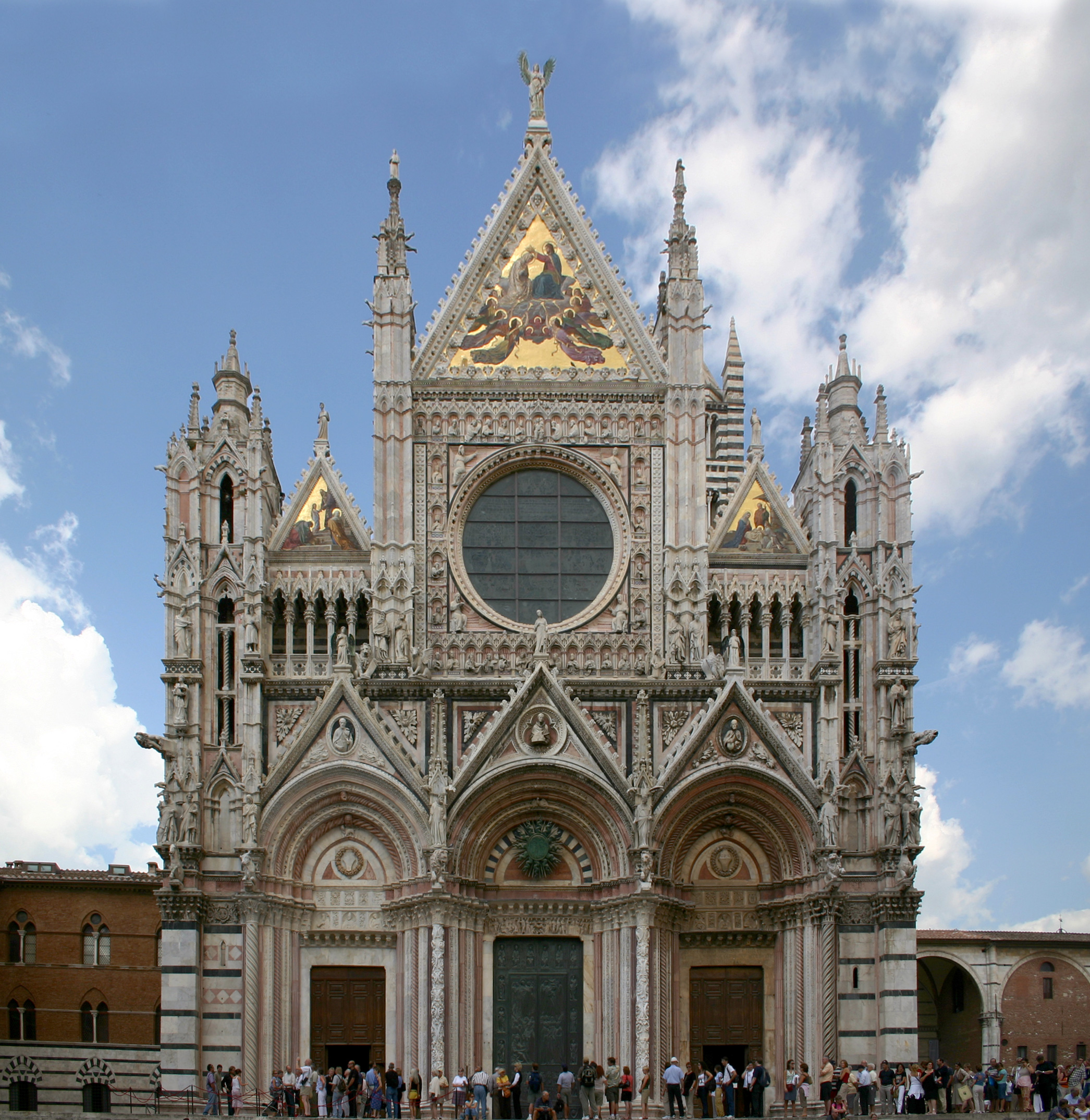
Fasada katedry w Sienie - projekt G. Pisano

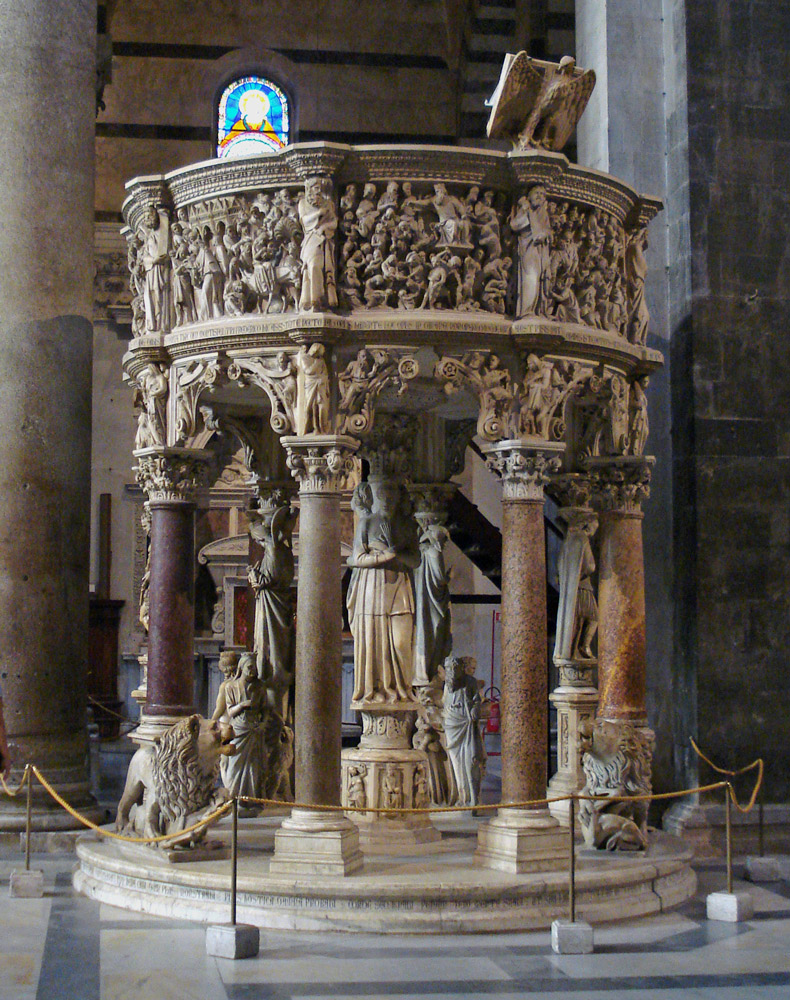
Ambona w katedrze w Pizie

Giovanni Pisano (ur. ok. 1245–1248 w Pizie, zm.  ok. 1319 w Sienie) – włoski rzeźbiarz i architekt, syn Nicoli Pisano. 
Wykonał kilka prac wspólnie ze swym ojcem, np. reliefy fontanny na placu katedralnym w Perugii (1278). Pierwszym przykładem samodzielnej twórczości jest Madonna z kości słoniowej znajdująca się w katedrze w Pizie. Od 1284 zajmował się dekoracją fasady katedry w Sienie, którą ukończył 1296. Była ona jednym z pierwszych przykładów stylu gotyckiego w architekturze włoskiej. 
Giovanni stworzył także dwie ambony, jedną dla kościoła San Andrea w Pistoi (1300-01), a drugą dla katedry w Pizie (między 1302 a 1310). Były one skonstruowane podobnie jak dzieła ojca artysty, Nicoli Pisano, aczkolwiek w elegancji formy i nacechowaniu emocjonalnym zdradzały wpływy francuskiego gotyku. Pizańska ambona uległa zniszczeniu na skutek pożaru w 1599. Została ona wtedy zdemontowana i złożona ponownie, jednakże nie wszystkie jej części wróciły na dawne miejsce. Obecnie kilka muzeów, m.in. Metropolitan Museum of Art w Nowym Jorku, posiada eksponaty będące prawdopodobnie częścią włoskiej kazalnicy. 